# La Sortie de l'usine Lumière à Lyon
Pour plus de détails, voir Fiche technique et Distribution.

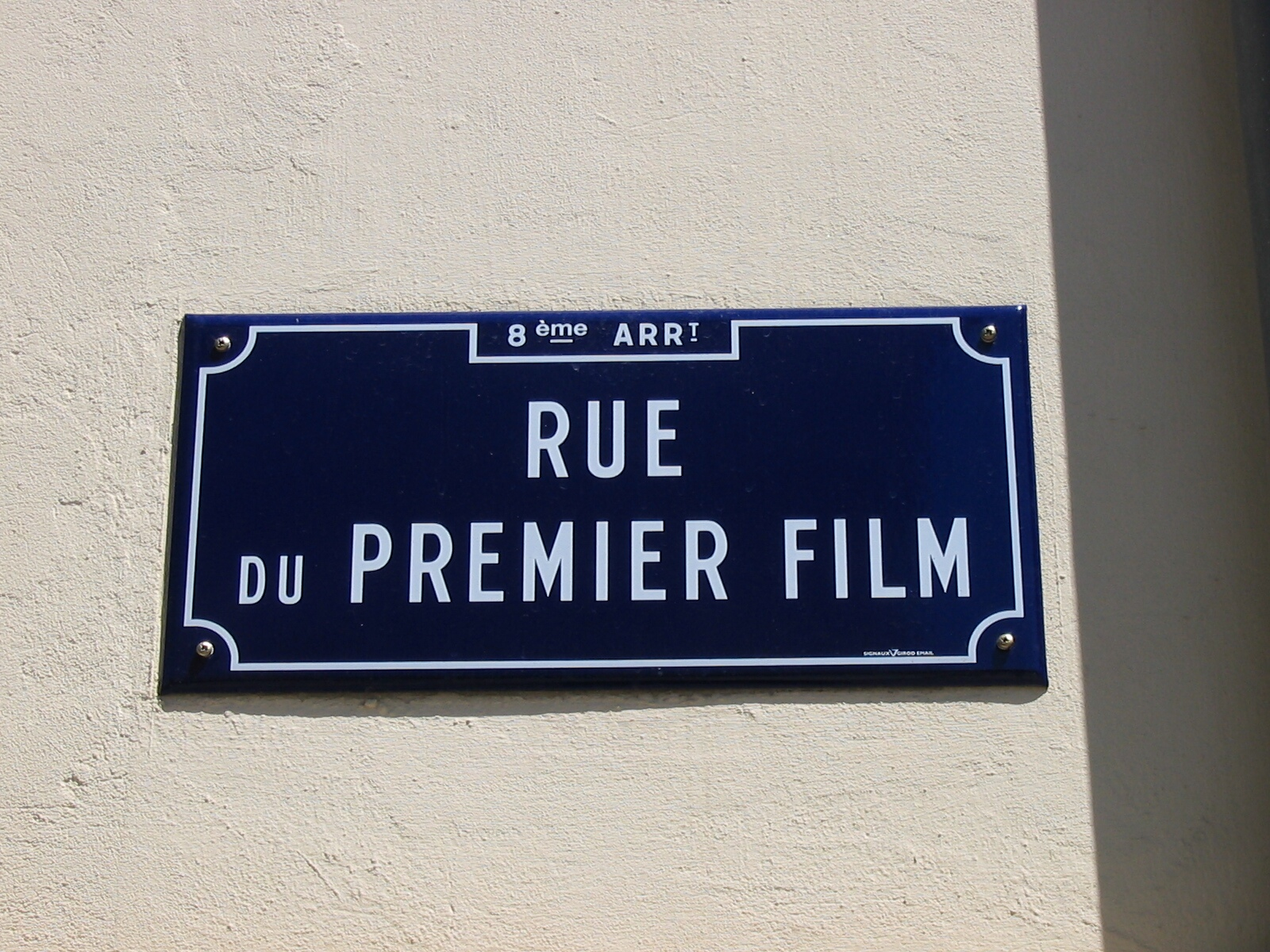
Plaque de la rue du premier film à Lyon, France.

La Sortie de l'usine Lumière à Lyon est un film français réalisé par Louis Lumière, sorti en 1895, qui existe en au moins trois versions, dont l'une fait partie des dix films montrés au Salon indien du Grand Café de Paris à partir du 28 décembre 1895.
Cette « vue Lumière », qualifiée non sans humour par l'historien du cinéma Georges Sadoul comme étant « presque une bande publicitaire », est considérée par de nombreux historiens du cinéma comme le premier film. Aussi, les commémorations du Centenaire du Cinéma ont été organisées en France en mars 1995. Cette datation se retrouve autant dans l'Encyclopédie Larousse que sous la plume de Michel Faucheux, ou que dans le monumental ouvrage de l'historien américain Charles Musser (en). Toutefois, d'autres historiens donnent la priorité à l'année 1891, date de l'apparition des premiers films produits par Thomas Edison, réalisés par son ingénieur électricien William Kennedy Laurie Dickson. Ainsi, Georges Sadoul note que « les bandes tournées par Dickson sont à proprement parler les premiers films », et Laurent Mannoni, conservateur en chef des appareils à la Cinémathèque française, précise que « cent quarante-huit films sont tournés entre 1890 et septembre 1895 par Dickson et William Heise. » Tandis que Marie-France Briselance et Jean-Claude Morin n'hésitent pas à qualifier de mensonge chauvin la primauté de La Sortie... dans la plupart des histoires du cinéma et rappellent que le cœur du cinéma et de tout ouvrage audiovisuel est bien ce qu'Edison a nommé pour la première fois un film. Ces auteurs n'en dégagent pas moins l'importance historique de cette Sortie de l'usine Lumière et l'apport esthétique fondamental de Louis Lumière dans le processus de création des « vues photographiques animées », le mot que les frères Lumière utilisaient pour désigner leurs bobineaux impressionnés.

## Synopsis

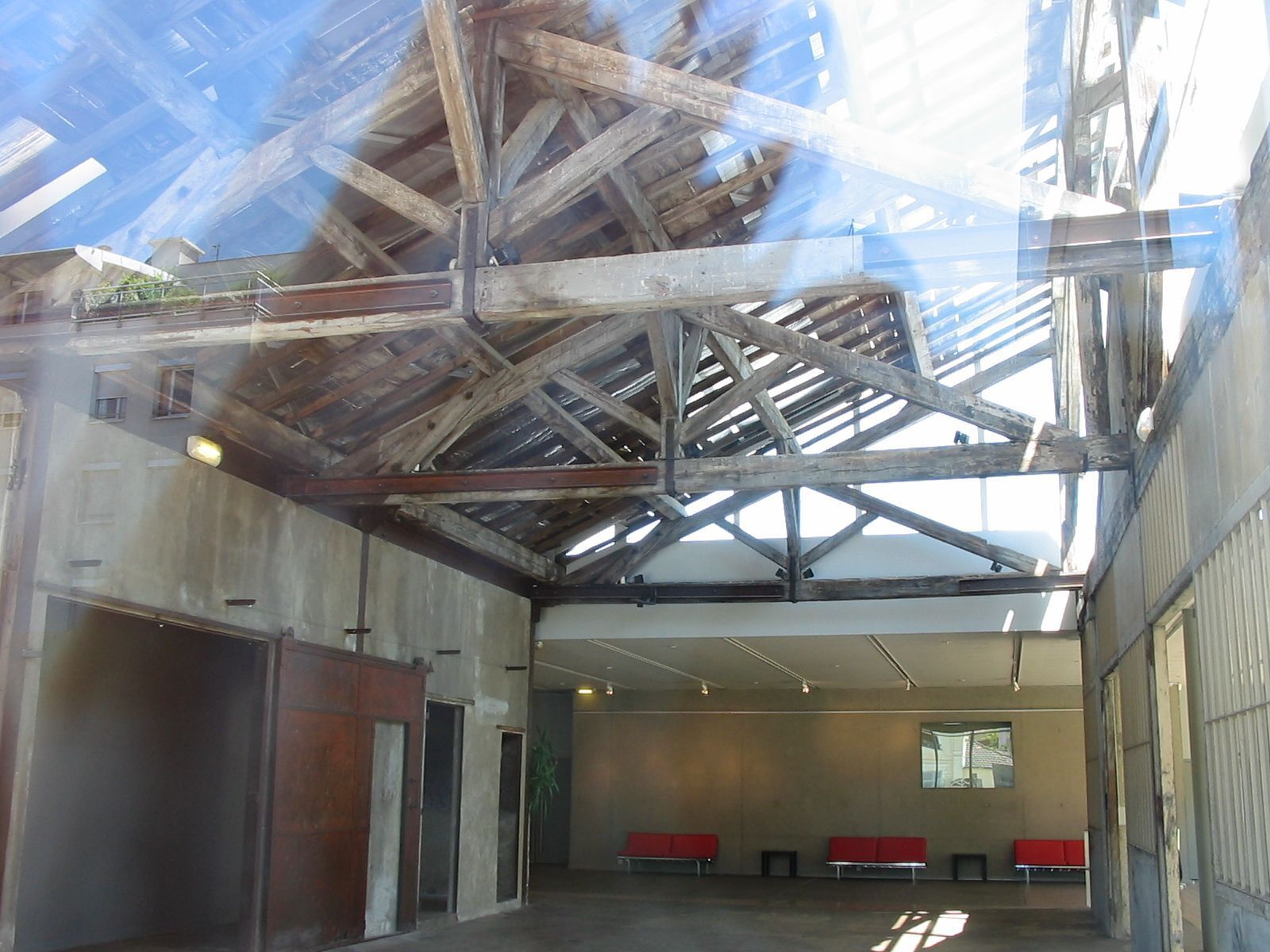
Hangar du Premier-Film (vue de la charpente).

À Lyon, le personnel de l'usine Lumière quitte son lieu de travail, les ouvrières sortant en premier et les cadres ensuite. Dans la première version, le cortège se termine par la sortie de véhicules et les portes sont ensuite refermées.

## Fiche technique
- Titre : La Sortie de l'usine Lumière à Lyon
- Réalisation : Louis Lumière
- Photographie : Louis Lumière
- Société de production : Société Lumière
- Pays d'origine :  France
- Format : 35 mm à double jeu de deux perforations rondes Lumière par photogramme - noir et blanc - muet
- Durée : 45 secondes
- Dates de sortie : 
  - France : 
    - 22 mars 1895 (première projection privée à Paris, à la Société d’encouragement pour l’industrie nationale)
    - 28 décembre 1895 (première projection publique à Paris, au Salon indien du Grand Café)
    - 25 janvier 1896 (Lyon)
    - 7 mars 1896 (Marseille)

  - Royaume-Uni : 28 février 1896 (Londres)

## Contexte
La Sortie de l'usine Lumière à Lyon est le premier film tourné avec la caméra Cinématographe (marque déposée) des frères Lumière, et la première vue photographique animée de l'histoire du cinéma à être projetée sur grand écran. Les films qui le précèdent, dès 1891, ont été tournés avec la caméra Kinétographe de Thomas Edison et de William Kennedy Laurie Dickson, et sont visionnés individuellement à l'aide d'un kinétoscope, une machine qui montre les images en mouvement, éclairées par l'arrière, vues à travers un œilleton et un jeu de loupes. Quant aux premières projections animées sur grand écran, ce sont - avant les projections Lumière - celles qu'organise dès 1892 Émile Reynaud dans le cadre de son Théâtre optique, dont les Pantomimes lumineuses — les premiers dessins animés du cinéma — utilisent aussi un support souple en gélatine recouverte d'une couche de protection en gomme-laque, mais n'ont pas recours à la prise de vues sur une émulsion photosensible, mais au dessin à l'encre de Chine, colorié aux encres à l'aniline, ce qui ne les exclut pas le moins du monde du spectacle cinématographique, le dessin animé et l'animation sans caméra faisant bien partie du cinéma.
Cette vue photographique animée dure 45 secondes et aurait été tournée le 19 mars 1895. On y voit la sortie du personnel de la société Lumière, essentiellement des ouvrières, au 21-23 rue Saint-Victor (aujourd'hui rebaptisée « rue du Premier-Film »), au sein du quartier de Monplaisir, dans le 8e arrondissement de Lyon. Dans cette version, il fait froid, les personnages sont en habits d'hiver, en habits de travail.

### Premier film du Cinématographe Lumière

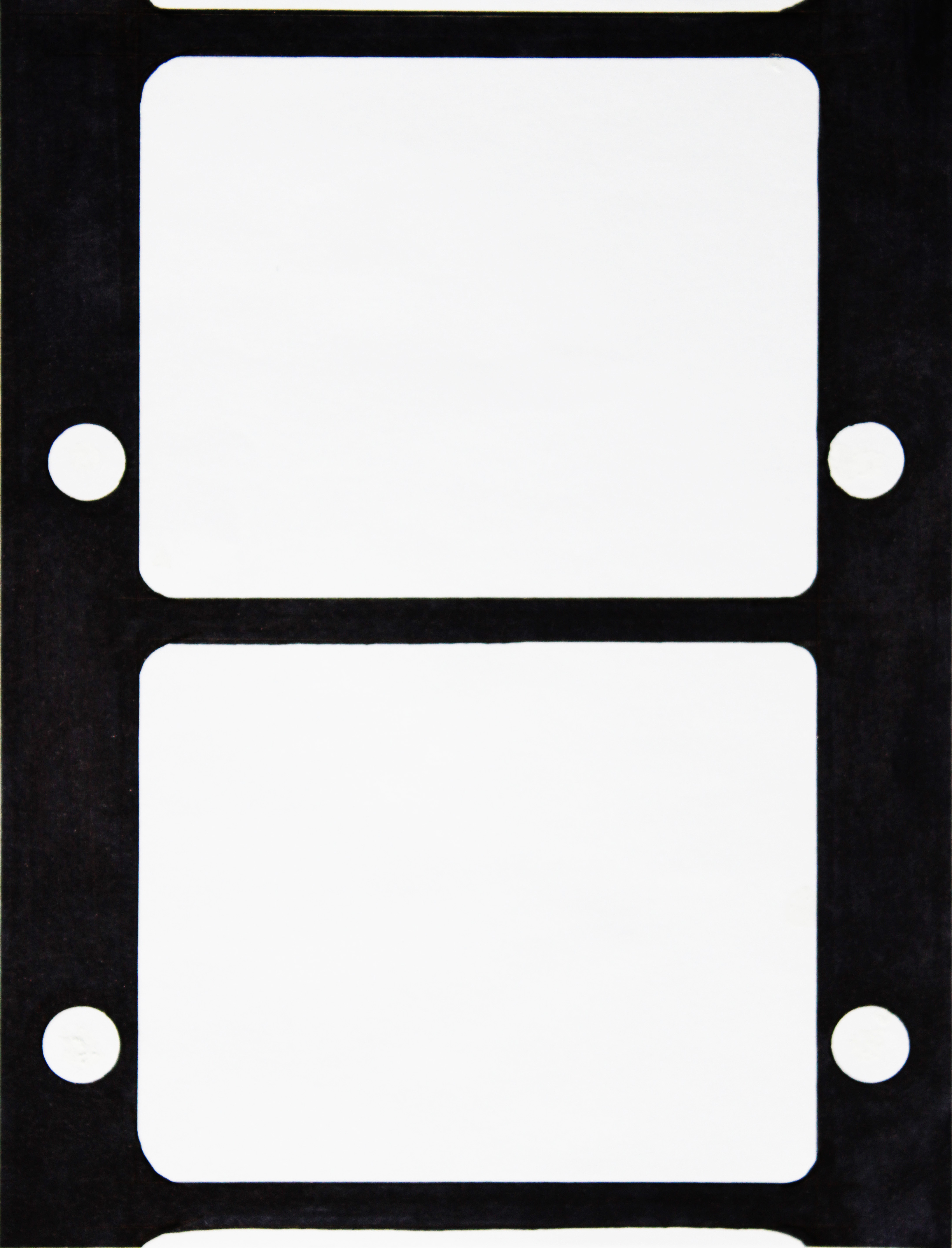
Type de pellicule cinéma Lumière, le 35 mm actuel est le type Edison ci-dessous :

Louis Lumière, prenant la suite de son frère Auguste et du mécanicien Charles Moisson, qui ont échoué, travaille presque une année pour mettre au point la machine que la famille rêve de vendre aux riches amateurs. C'est le père, Antoine Lumière, qui a convaincu ses fils qu'il leur fallait abandonner provisoirement leurs recherches sur les plaques couleur sèches, dès qu'il est rentré en septembre 1894 d'un séjour à Paris, où il a pu admirer les projections en public des dessins animés du Théâtre optique d'Émile Reynaud et où il a pu assister, émerveillé selon son propre aveu, à une démonstration d'un kinétoscope de Thomas Edison et William Kennedy Laurie Dickson, qui se déroulait à quelques centaines de mètres du musée Grévin où officiait Reynaud. Les envoyés d'Edison lui avaient donné une trentaine de centimètres de la pellicule souple inventée par John Carbutt en 1887, et commercialisée dès 1888 par l'industriel George Eastman. Forts de toutes ces inventions antérieures, Louis Lumière dépassa les inventeurs américains en imaginant l'astucieuse caméra-appareil de projection-tireuse de copies Lumière. Prévenus également que le film 35 mm conçu par Edison, avec 2 jeux de 4 perforations latérales rectangulaires par photogramme, avait fait l'objet de plusieurs dépôts de brevets internationaux, les frères Lumière chargèrent leur machine avec un film Eastman 35 mm qu'ils dotèrent d'un seul jeu de 2 perforations rondes par photogramme, afin de ne pas entrer en contrefaçon avec l'invention de leurs prédécesseurs. La presse française baptisa d'ailleurs la machine des deux frères « le Kinétoscope Lumière ».
La vérité oblige à préciser que d'importantes modifications avaient été apportées par le futur fabricant en série du cinématographe, l’ingénieur parisien Jules Carpentier, notamment en ce qui concerne l’entraînement intermittent de la pellicule car il semble que Louis Lumière, après avoir eu l’idée des griffes, a finalement construit son prototype avec un mécanisme à pinces intermittentes (la pince déplace la pellicule image par image en la serrant sur les bords, puis la relâche pour aller la pincer plus haut pendant qu’est impressionné un photogramme, et la déplace une fois encore, ad libitum). Un procédé rustique que va transformer Carpentier en adaptant l’idée des griffes de Louis Lumière à son prototype. Autre perfectionnement : l’ensemble du mécanisme était mis en mouvement par un jeu de poulies extérieures, que Carpentier remplace par un jeu de pignons dentés installés à l’intérieur même du boîtier de l’appareil.
L'apport fondamental de Carpentier au prototype de Louis Lumière est avéré par les historiens et chercheurs : « Le Cinématographe opérationnel entre les mois de mars et octobre 1895, correspond vraisemblablement à l’instrument qui a été déposé au CNAM en 1942 par Louis Lumière, dont la conception se rapproche moins du brevet même que de ses additions. ». Mais la postérité retiendra que ce sont les seuls frères Lumière qui sont à l'origine de leur Cinématographe. Le monde industriel est ainsi conçu : le résultat du travail qu’un employé ou un mandataire fournit à son employeur ou mandant, appartient en fin de compte au mandant, donc à l’industriel. C’est ainsi que William Kennedy Laurie Dickson a été le véritable metteur au point des machines imaginées par son patron, l’inventeur et industriel Thomas Edison, le kinétographe et le kinétoscope, mais que les bénéfices, aussi bien moraux que financiers, générés par ses travaux, appartenaient intégralement à la société d’Edison.
Louis Lumière activa lui-même la manivelle de son appareil, lors de sa première prise de vues destinée à être montrée en public (elle avait été bien sûr précédée par de nombreux essais). C'est pourquoi son personnel se hâte de sortir et ne s'attarde pas, si l'on excepte un jeune garçon et un chien, du moins dans l'une des versions. Le patron semblait les surveiller avec cette nouvelle machine, et les Lumière n'étaient pas réputés pour être des employeurs faciles. Les conditions de travail étaient chez eux extrêmement dures et ils mettaient volontiers les fortes têtes à la porte. C'est pour rendre hommage à leur père Antoine que les deux frères lui demandèrent lors de la fameuse première séance du 28 décembre 1895 à Paris, au Salon indien du Grand Café, de tourner la manivelle du Cinématographe auquel ils avaient adjoint une forte lanterne pour assurer la projection du film sur un drap blanc aux dimensions modestes.

## Différentes versions

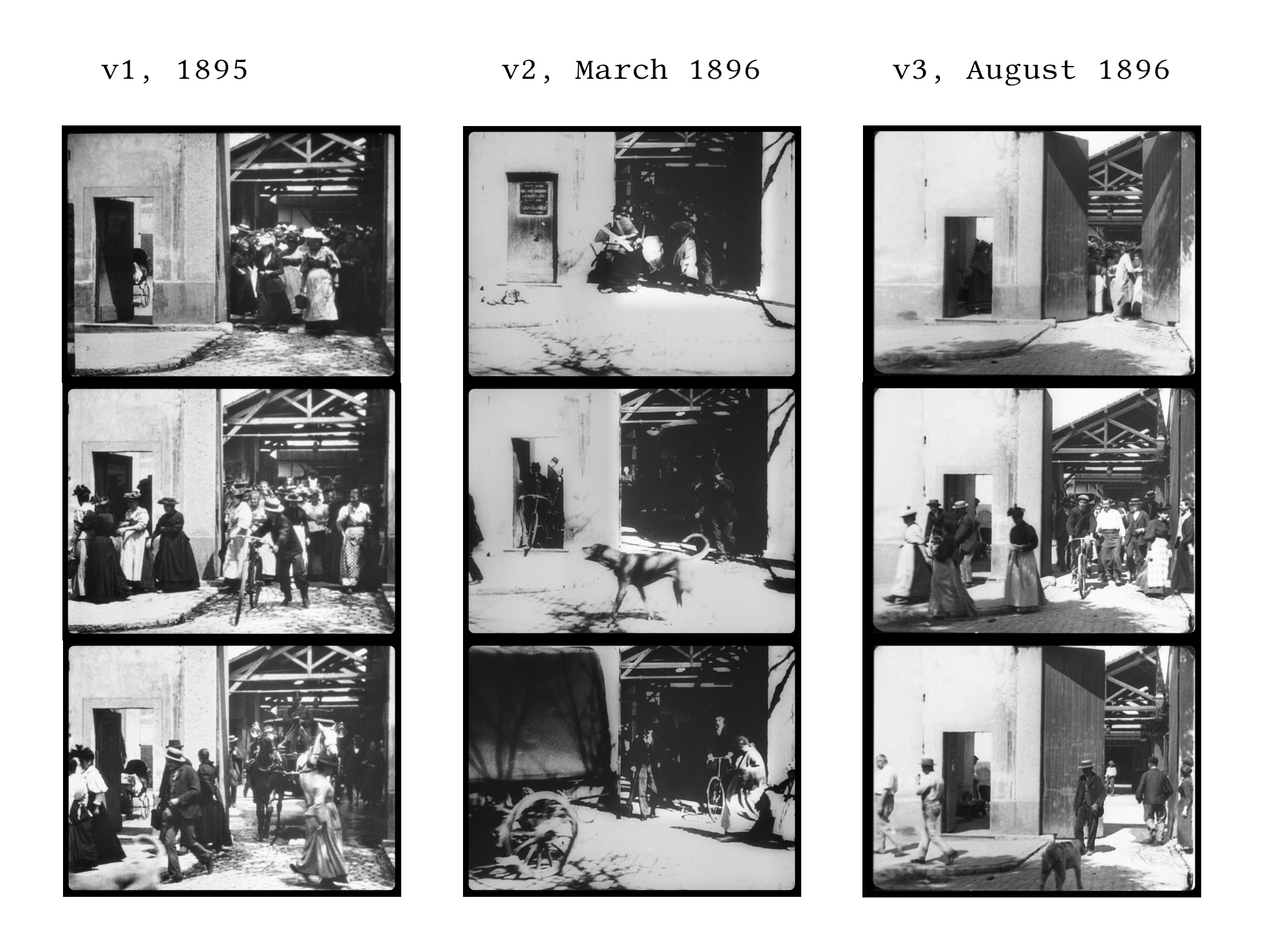
Comparatif de trois versions, tournées par Louis Lumière respectivement en mars 1895, mars 1896 et août 1896.

Il existe au moins trois versions de ce film. En effet, les tirages de copies malmenaient les négatifs originaux, et on n'utilisait pas encore d'internégatifs établis par l'intermédiaire d'un contretype, dont la définition à cette époque laissait à désirer. Pour exploiter plus à fond une bande, il fallait donc refaire un tournage pour enregistrer un nouveau négatif, reprenant les mêmes éléments visuels.
Les catalogues des vues Lumière ne font mention que d'une seule Sortie d'usine, portant le numéro 91. Les historiens Aubert et Seguin identifient les quatre versions sous les numéros 91,1 à 91,4. Selon leurs recherches, « aucun élément filmique ne subsiste » de la toute première version tournée le 19 mars 1895, et présentée le 22 mars à Paris. Les trois versions connues seraient des remakes, la plus ancienne ayant été tournée en mai 1895. Thierry Frémaux, dans le commentaire du documentaire Lumière ! (2015), affirme néanmoins que cette version « est sans doute celle tournée en mars 1895 ».

### Différences entre les versions
Ce n'est que dans la dernière version (la plus connue) que tous les personnages parviennent à sortir et que l'usine ferme ses portes avant la fin du bobineau de pellicule (moins d'une minute). Toutefois, « ceux qui assistèrent à la première séance évoquèrent la présence d'une voiture à cheval » et aucun véhicule de ce type n'apparaît dans cette version. Mais la première version se distingue des deux suivantes dans le fait que Louis Lumière a demandé aux ouvriers et ouvrières de revenir le dimanche après la messe pour tourner la deuxième et la troisième version. Ainsi, contrairement à la première version où chacun et chacune est en habit de travail, tout ce monde est en habit du dimanche dans les deux autres. C'est en comparant les trois films que cette conclusion a pu être déduite.
La quatrième version représente un emplacement différent, filmant la sortie des usines donnant sur la rue Saint-Maurice. Elle aurait été tournée en février 1897.

### Galerie des différentes versions
- 1re version, mars 1895 (vue no 91,1).
- 2e version, mars 1896 (vue no 91,2).
- 3e version, août 1896 (vue no 91,3).

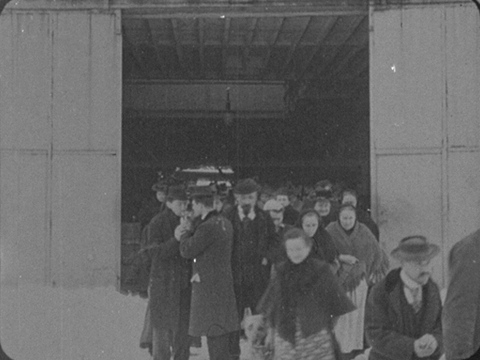
4e version, sortie rue St-Maurice, février 1897 (vue no 91,4).

## Postérité

### Polémiques sur les expressions «premier film» et «centenaire du cinéma»

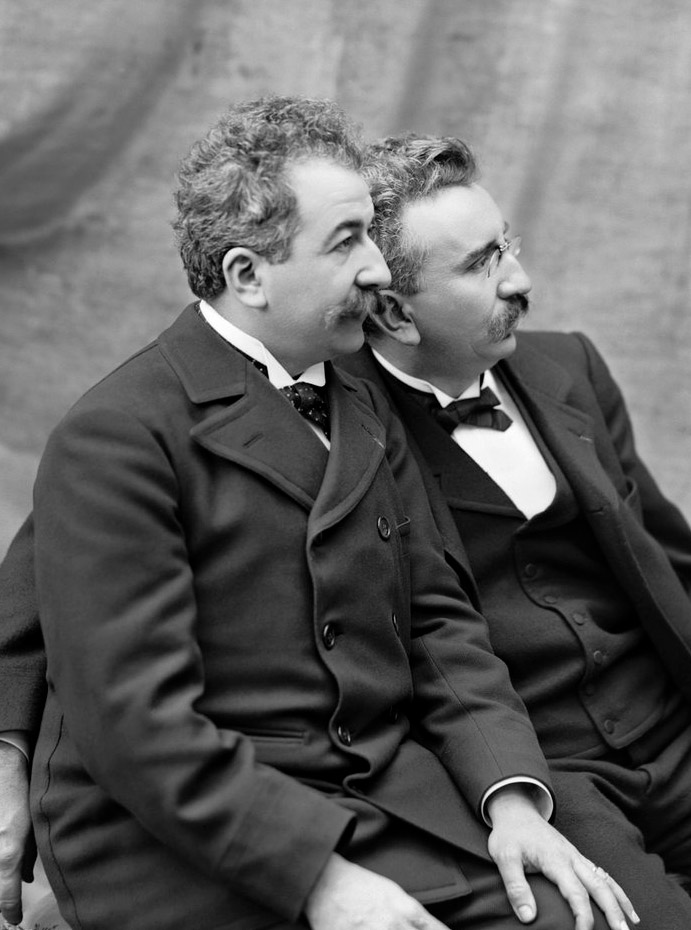

Les formulations « premier film » et « centenaire du cinéma » sont sources de polémiques. Georges Sadoul, historien du cinéma, affirme que « les bandes tournées par Dickson sont à proprement parler les premiers films. »
À l'époque des premières projections du cinématographe Lumière, le kinétoscope d'Edison bénéficiait déjà depuis 1893 d'un grand succès auprès du public populaire qui se pressait dans les Kinetoscope Parlors en payant un droit d'entrée d'un quart de dollar. La presse, avant même les premières projections privées Lumière, rend compte, non pas du futur Cinématographe, mais du « Kinétoscope (ou du Kinétographe) des frères Lumière »« Kinetoscope de projection ». Le 26 décembre 1894, un article du Lyon républicain rapporte que « les frères Lumière [...] travaillent actuellement à la construction d’un nouveau kinétographe, non moins remarquable que celui d’Edison et dont les Lyonnais auront sous peu, croyons-nous, la primeur. » Le 22 mars 1895, Louis Lumière, lorsqu'il présente son invention aux savants de la Société d'encouragement, la nomme « Kinetoscope de projection ». « Il est bien difficile de déterminer précisément le moment à partir duquel les frères Lumière ont commencé à travailler sur la projection d’images animées, leurs souvenirs sur ce point étant contradictoires. Le Kinétoscope Edison est en revanche toujours cité comme point de départ de leurs réflexions visant à rendre visible par un public, et non plus individuellement, des images animées : ce n’est donc qu’à partir de septembre 1894 qu’ils ont pu, ou leur père Antoine, voir cette nouvelle attraction à Paris. » Le Kinétoscope d'Edison ne permettait le visionnement des films que par un spectateur à la fois, debout, dans une position relativement inconfortable, mais son objet de spectacle était bien des films, le produit caractéristique du cinéma. Certes, le Cinématographe se révèle une amélioration considérable et une redoutable concurrence. Pourtant, la date de 1995, choisie pour célébrer le centenaire de l'invention du cinéma, est discutable car seul un faisceau d'inventions a pu concourir à l'émergence de ce procédé. On ne peut toutefois nier qu'elle est celle du centenaire de l'invention de l'appareil appelé le Cinématographe, et qu'elle célèbre les premières projections de « vues photographiques animées » sur grand écran.
Ce brillant début ne dure qu'un an et demi, ainsi que le rappelle Georges Sadoul : « Les apports de Louis Lumière et de ses opérateurs sont considérables. Mais le réalisme lumérien, qui reste dans une certaine mesure mécanique, refuse au cinéma ses principaux moyens artistiques. Après dix-huit mois, les foules délaissent le Cinématographe. La formule, purement démonstrative, des photographies animées une minute durant, dont l’art se limitait au choix du sujet, au cadrage et à l’éclairage, avait conduit le film dans une impasse. »
Les frères Lumière pensaient que le cinéma était un feu de paille qui serait vite éteint, ainsi que le reconnaît le petit-fils de Louis Lumière, Maurice Trarieux-Lumière : « Mon grand-père m'a dit qu'il croyait que le Cinématographe fatiguerait la vision des spectateurs. C'était comme une attraction qui aurait passé. Il ne vit pas, c'est vrai, comme Léon Gaumont ou Charles Pathé, l'essor que le cinéma prendrait. » Par ailleurs, l’un des plus célèbres opérateurs qui coururent à travers le monde pour ramener des vues photographiques animées à la société Lumière, Félix Mesguich, raconte dans ses mémoires que lors de son embauche, Louis Lumière l'avait mis en garde contre tout débordement d’enthousiasme : « Je ne vous offre pas un emploi d’avenir, mais plutôt un travail de forain. Ça durera un an ou deux, peut-être plus, peut-être moins. Le cinéma n’a aucun avenir commercial. » Mais en 1964, dans le livre que Georges Sadoul consacre à la mémoire de Louis Lumière, l’historien du cinéma rapporte que son interlocuteur conteste avec énergie la paternité d’une prédiction aussi peu clairvoyante, et la prête à son père Antoine, mort depuis longtemps.
La course aux machines était terminée, les frères Lumière l'avaient sans conteste gagnée, et La Sortie de l'usine Lumière à Lyon est un jalon déterminant de l'invention du cinéma, comme le fut Dickson Greeting (Le Salut de Dickson), mais il fallait encore inventer le cinéma en tant que technique de narration et langage. Ce fut l'affaire, non pas d'industriels, mais celle d'artistes et d'artisans, comme les Français Émile Reynaud et Georges Méliès, les Britanniques de l'École de Brighton, George Albert Smith et James Williamson, puis enfin l'Américain D. W. Griffith.

### Rue du Premier Film et hangar du Premier-Film

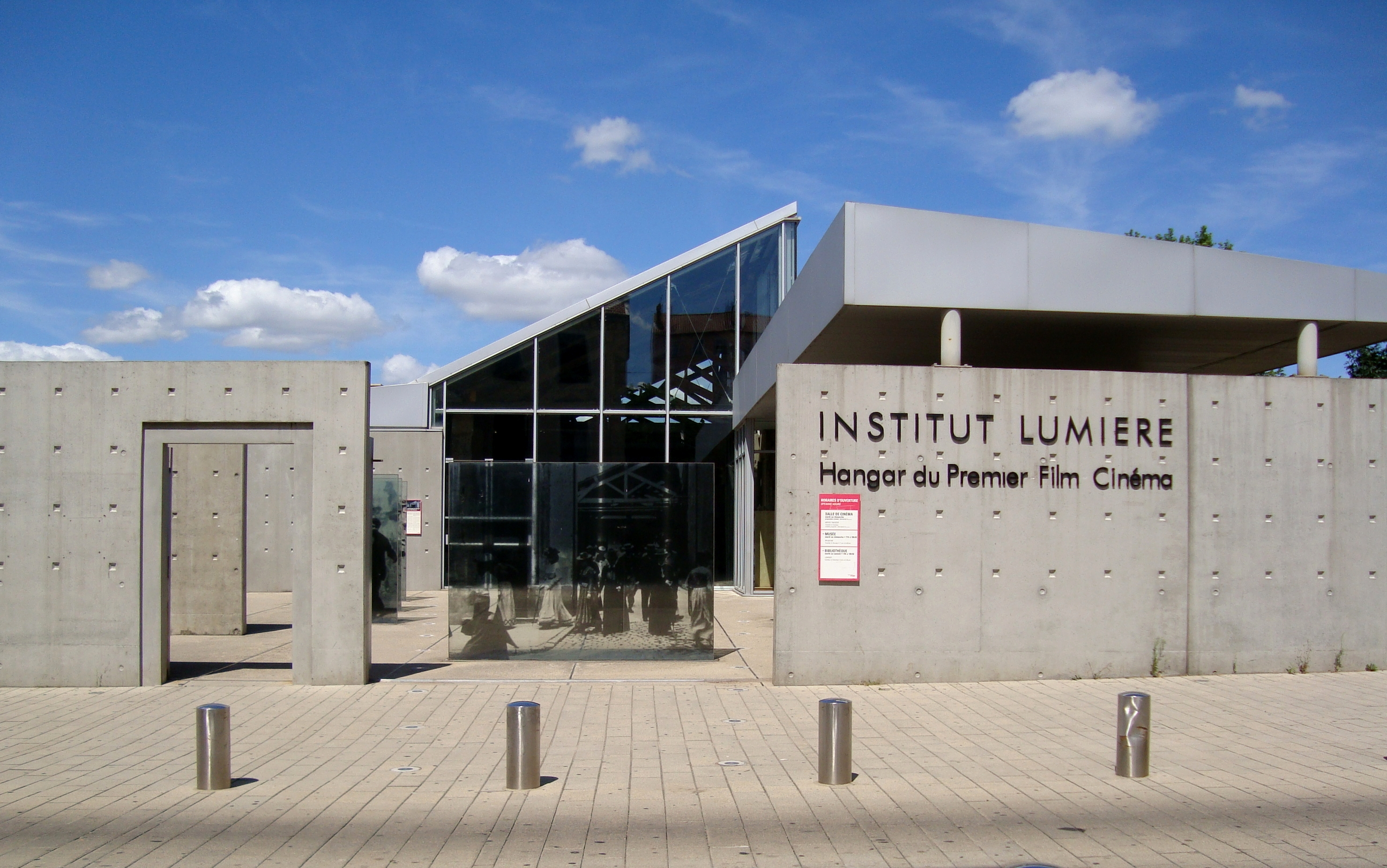
Vue du hangar tel qu'il est de nos jours.

Le chemin Saint-Victor où a été tourné le film est devenue la rue du Premier Film (ou Premier-Film selon les panneaux), située dans le (8e arrondissement de Lyon).
Du décor naturel de ce film, ne subsiste qu'une partie du hangar de l'usine qui est visible à l'arrière-plan. Désormais appelée « Hangar du Premier-Film », cette partie est préservée dans une structure moderne qui fait office de hall d'entrée de la salle de cinéma de l'Institut Lumière. Ce hangar est inscrit aux monuments historiques par un arrêté du 18 mai 1992, puis classé à l'occasion des célébrations intitulées « centenaire du cinéma » en 1995, comme lieu de tournage du premier film de Louis Lumière.
Des aménagements modernes reproduisent la forme d'autres éléments du décor, comme les anciennes ouvertures d'où sortaient les employés de l'usine disparue, et matérialisent également l'emplacement de la caméra et les limites du champ de celle-ci.

### Remakes
Le dimanche 19 mars 1995, lors des cérémonies du centenaire du Cinématographe à Lyon, un remake de même durée est tourné avec le même matériel d'époque sur pellicule 35 mm. Il s'intitule La Sortie des cinéastes, les ouvriers et cadres des usines Lumière étant « interprétés » par des réalisateurs du XXe siècle. Le casting comporte notamment Carlos Diegues, André de Toth, Jerry Schatzberg, Mrinal Sen, Youssef Chahine, Bertrand Tavernier, Jean Rouch, Paul Vecchiali, Jacques Deray, John Lvoff...
Le jeudi 19 mars 2015, à l'occasion du 120e anniversaire du tournage du premier film obtenu avec le Cinématographe Lumière, 21 films de 50 secondes chacun sont tournés, au même endroit, chemin Saint-Victor, rebaptisé rue du Premier-Film.
Lors du Festival Lumière de Lyon, chaque année à partir de 2013, des remakes, toujours de 50 secondes, sont réalisés par des cinéastes invités. En 2013, les premiers réalisateurs sont Quentin Tarantino, Jerry Schatzberg et Michael Cimino. Suivent Pedro Almodóvar, Xavier Dolan et Paolo Sorrentino en 2014. Les films sont joués par des artistes du cinéma international, mais d'autres versions sont également tournés avec des participants anonymes.